# Saint-Nicolas (rivière)
Pour les articles homonymes, voir Saint-Nicolas.
La Saint-Nicolas est une petite rivière du Territoire de Belfort qui prend sa source sur le territoire de Rougemont-le-Château, à 800 mètres d'altitude.
Elle doit son nom au hameau et au couvent de Saint-Nicolas, situés au fond d'une vallée glaciaire bien ensoleillée.

## Communes traversées
La Saint-Nicolas arrose les villages suivants :
- Rougemont-le-Château (scierie, industries)
- Leval
- Petitefontaine (petite industrie)
- Lachapelle-sous-Rougemont (petites industries)
- Angeot
- Larivière qui lui doit son nom
- Fontaine
- Frais en bordure Est de son territoire
- Foussemagne
- Cunelières en bordure Est de son territoire
- Montreux-Vieux (limite Ouest)
- Montreux-Château où la rejoint le Ruisseau de Reppe et la Suarcine
- Bretagne en limite à l'Ouest
- Autrechêne où elle s'unit à la Madeleine pour donner naissance à Bourbeuse.